# Прометеева рыба
Прометеева рыба, или прометихт (лат. Promethichthys prometheus), — вид лучепёрых рыб из семейства гемпиловых. Единственный вид в составе одноимённого рода (Promethichthys).

## Описание
Максимальная длина тела 100 см. Тело продолговатое, веретенообразное, утонченное. Чешуя гладкая и очень мелкая. Рот крупный с двумя сильно развитыми клыками спереди каждой челюсти. Спинной плавник длинный, колючий, соединяющийся с мягким, который довольно высокий. По два дополнительных плавника находится сверху и снизу сзади спинного и анального плавников. Хвостовой стебель лишён киля. Брюшные плавники отсутствуют у особей длиннее 40 см, у молоди и неполовозрелых особей представлены одним колючим лучом. Боковая линия образует изгиб под передней частью спинного плавника.

## Биология
Хищная рыба открытых морей. Встречается на континентальных склонах вокруг океанических островов. Мигрирует в более поверхностные воды ночью. Питается рыбой, головоногими моллюсками и ракообразными. Размножается в течение года в теплых водах.

## Ареал
Тропические и субтропические воды Атлантического, Индийского и Тихого океанов.